# 和田勇介
和田 勇介（わだ ゆうすけ、1980年3月4日 - ）は、日本中央競馬会（JRA）・美浦トレーニングセンターの調教師。東京都出身。

## 来歴
中学生の時に1993年のスプリンターズステークスをテレビで観たのがきっかけで競馬に興味を持ち、競馬好きの祖父と一緒に競馬場へ行く中で将来競馬の仕事に関わりたいと思うようになる。当初は騎手を目指したが身長制限に引っかかった為、諦めることになった。
高校卒業後、牧場勤務をしていた時にJRA調教師の二ノ宮敬宇と出会い「大学に入って調教師を目指したらどうだ」とアドバイスを受け、二ノ宮と同じ東京農業大学へ入学し馬術部に所属する。
大学を卒業し、2005年4月にJRA競馬学校厩務員課程に入学する。10月から田村康仁厩舎で厩務員となり、その後は久保田貴士厩舎、中川公成厩舎で厩務員を務めた。2007年2月に高橋裕厩舎に移籍し調教助手を務めた。
2017年に8回目の挑戦でJRA調教師免許試験に合格し、翌2018年に美浦トレセンで厩舎を開業。管理馬とスタッフは2月末で厩舎を解散した小島太厩舎、二ノ宮敬宇厩舎から主に引き継ぐ形となった。
2018年3月3日、厩舎初出走となるショウナンワダツミは7着。同年4月15日、ギブアンドテイクが1着となり26戦目で初勝利を飾る。
2021年8月8日に行われたレパードステークスでメイショウムラクモが勝利し、重賞初制覇。
2025年4月27日、東京7Rでロードブライトが1着となり、現役141人目となるJRA通算100勝を1697戦目で達成した。

## 調教師成績

### 概要
|            | 日付           | 競馬場・開催  | 競走名             | 馬名               | 頭数 | 人気 | 着順 |
| ---------- | -------------- | ------------- | ------------------ | ------------------ | ---- | ---- | ---- |
| 初出走     | 2018年3月3日   | 2回中山3日6R  | 3歳未勝利          | ショウナンワダツミ | 16頭 | 7    | 7着  |
| 初勝利     | 2018年4月15日  | 3回中山8日9R  | 鹿野山特別         | ギブアンドテイク   | 10頭 | 6    | 1着  |
| 重賞初出走 | 2018年3月25日  | 3回中山2日11R | マーチステークス   | サンマルデューク   | 16頭 | 13   | 10着 |
| 重賞初勝利 | 2021年8月8日   | 3回新潟6日11R | レパードステークス | メイショウムラクモ | 15頭 | 1    | 1着  |
| GI初出走   | 2018年10月28日 | 4回東京9日11R | 天皇賞（秋）       | アクションスター   | 12頭 | 12   | 11着 |

## 主な管理馬
- オウケンビリーヴ
- メイショウムラクモ（2021年レパードステークス）
- アラタ（2024年福島記念）
- ロングラン（2025年小倉大賞典、マイラーズカップ）
- マピュース（2025年中京記念）

## 主な厩舎所属者
- 小島太一（2018年-2019年 騎手）
- 小島良太（2018年- 調教助手）
- 小島勝三（2018年- 調教助手）
- 吉永護（2018年- 調教助手）
- 井上敏樹（2021年-2024年 騎手）